# Zeana
Zeana Muratovic, född 5 november 1992 i Växjö, är en svensk artist.
Muratovic deltog i Idol 2016 där hon kom på en tolfteplats. Under 2017 skrev Zeana låten ”Ingen lek med mig” för skokedjan Din sko som blev hennes riktiga officiella singel på Spotify. Youtubern Felicia Aveklew hörde låten och ville vara med som gästartist vilket hon sedan blev.
Zeana deltog, tillsammans med Anis Don Demina, i Melodifestivalen 2019 med låten "Mina bränder". Duon deltog i den första deltävlingen i Göteborg den 2 februari 2019 där de kom på femte plats.
"Mina Bränder" tog sig sedan direkt in på 12:e plats på den svenska topplistan på Spotify.